# Feel Good (televisieserie)
Feel Good is een Britse semiautobiografische televisieserie uit 2020 gebaseerd op het leven van komiek Mae Martin. De serie werd geschreven door Mae Martin in samenwerking met Joe Hampson. De hoofdrollen worden vertolkt door Mae Martin en Charlotte Ritchie. De serie werd oorspronkelijk uitgezonden door Channel 4 en werd vervolgens aangekocht door Netflix. Op 4 juni 2021 verscheen het tweede seizoen.

## Verhaal
Mae ontmoet George (Charlotte Richie) in een comedyclub waar Mae optreedt als komiek. De twee krijgen een relatie die regelmatig onder druk komt te staan door het verslavingsverleden van Mae en doordat George haar relatie met Mae verzwijgt voor de buitenwereld.

## Rolverdeling
| Acteur             | Personage         |
| ------------------ | ----------------- |
| Mae Martin         | Mae               |
| Charlotte Ritchie  | George            |
| Jordan Stephens    | Elliott           |
| Lisa Kudrow        | Linda             |
| Adrian Lukis       | Malcolm           |
| Phil Burgers       | Phil              |
| John Ross Bowie    | Scott             |
| Barry Ward         | Arnie Rivers      |
| Tobi Bamtefa       | Nick              |
| Jack Barry         | Jack              |
| Pippa Haywood      | Felicity          |
| Anthony Head       | George Sr.        |
| Eve                | Audrey            |
| Ophelia Lovibond   | Binky (seizoen 1) |
| Stephanie Leonidas | Binky (seizoen 2) |
| Sophie Thompson    | Maggie            |
| Ritu Arya          | Lava              |
| Ramon Tikaram      | David             |

## Ontvangst
De serie won diverse awards waaronder een Writers Guild of Great Britain Award in de categorie  “Best Situation Comedy”, een C21 award in de categorie “Best Comedy Drama series”, een Edinburgh TV award in de categorie “Best Comedy,” een NME Award in de categorie “Best TV Series” en een Mipcom Diversify Award in de categorie “Best Scripted Representation of LGBQT+”. Op Rotten Tomatoes kreeg de serie een rating van 100% gebaseerd op 43 reviews.